# Електра (Софокл)
«Електра» (дав.-гр. Ηλέκτρα) — трагедія давньогрецького драматурга Софокла. Українською мовою перекладена Андрієм Содоморою.

## Дійові особи
- Вихователь (Талтібій)
- Орест — син Агамемнона
- Електра — дочка Агамемнона
- Хор мікенських дівчат
- Хрісотеміда — сестра Електри
- Клітемнестра — дружина Агамемнона, коханка Егіста
- Егіст — володар Мікен після вбивства Агамемнона
- Пілад — друг Ореста

## Сюжет
Брат Електри Орест, син мікенського владаря Агамемнона — воєначальника ахейців у їхньому поході проти Трої, повертається з чужини, де він перебуває з дитячих років. Електра пізнає свого брата і разом з ним мстить їхній матері Клітемнестрі, яка зі своїм коханцем Егістом убила Агамемнона й захопила верховну владу в Мікенах. 